# Yeo Hong-chul
Yeo Hong-chul (né le 28 mai 1971 à Gwangju) est un gymnaste artistique sud-coréen.
Yeo Hong-chul est marié à la gymnaste Kim Yoon-ji avec laquelle il a une fille, aussi gymnaste, Yeo Seo-jeong.
Il remporte la médaille d'argent au saut de cheval lors des Jeux olympiques de 1996 à Atlanta. Il est également médaillé d'or dans cet agrès ainsi que médaillé d'argent par équipe aux Jeux asiatiques de 1994 et aux Jeux asiatiques de 1998.